# Pedro Santos
Pedro Miguel Costa Santos (Santa Maria da Feira, Portugal, 10 de febrero de 2003) es un futbolista portugués que juega de centrocampista en el Moreirense F. C. de la Primeira Liga.

## Trayectoria
Comenzó su carrera en el Fiães S. C., antes de fichar por el S. L. Benfica en 2016. Firmó su primer contrato profesional en marzo de 2019.

## Selección nacional
Ha representado a Portugal a nivel internacional juvenil.

## Estadísticas

### Clubes
Actualizado al último partido disputado el 8 de noviembre de 2024.
| Club                       | Div.          | Temporada     | Liga  | Liga  | Liga   | Copas nacionales | Copas nacionales | Copas nacionales | Copas internacionales | Copas internacionales | Copas internacionales | Total | Total | Total  |
| Club                       | Div.          | Temporada     | Part. | Goles | Asist. | Part.            | Goles            | Asist.           | Part.                 | Goles                 | Asist.                | Part. | Goles | Asist. |
| -------------------------- | ------------- | ------------- | ----- | ----- | ------ | ---------------- | ---------------- | ---------------- | --------------------- | --------------------- | --------------------- | ----- | ----- | ------ |
| S. L. Benfica "B" Portugal | 2.ª           | 2021-22       | 2     | 0     | 0      | —                | —                | —                | —                     | —                     | —                     | 2     | 0     | 0      |
| S. L. Benfica "B" Portugal | 2.ª           | 2022-23       | 29    | 3     | 5      | —                | —                | —                | —                     | —                     | —                     | 29    | 3     | 5      |
| S. L. Benfica "B" Portugal | 2.ª           | 2023-24       | 31    | 5     | 3      | —                | —                | —                | —                     | —                     | —                     | 31    | 5     | 3      |
| S. L. Benfica "B" Portugal | Total club    | Total club    | 62    | 8     | 8      | 0                | 0                | 0                | 0                     | 0                     | 0                     | 62    | 8     | 8      |
| Moreirense F. C. Portugal  | 1.ª           | 2024-25       | 9     | 0     | 0      | 2                | 0                | 0                | —                     | —                     | —                     | 11    | 0     | 0      |
| Moreirense F. C. Portugal  | Total club    | Total club    | 9     | 0     | 0      | 2                | 0                | 0                | 0                     | 0                     | 0                     | 11    | 0     | 0      |
| Total carrera              | Total carrera | Total carrera | 71    | 8     | 8      | 2                | 0                | 0                | 0                     | 0                     | 0                     | 73    | 8     | 8      |